# Metro van München
De Metro van München (U-Bahn) bestaat uit een netwerk van 8 lijnen in de Duitse stad München. In 2014 vervoerde de metro 390 miljoen passagiers, of gemiddeld dagelijks meer dan 1 miljoen reizigers. Uitbater is het Münchner Verkehrsgesellschaft.

## Geschiedenis
In 1965 werd begonnen met de bouw van de eerste metrolijn (lijn U6), die werd geopend op 19 oktober 1971. Op 8 mei 1972 werd een tweede lijn (lijn U3) naar het Olympiazentrum geopend, juist op tijd voor de Olympische Zomerspelen 1972 die in München werden gehouden.
De nummering van de lijnen gebeurde niet in de volgorde waarin ze werden geopend, maar kregen de nummers van de tramlijnen die zij vervingen. Zo ontleent de eerste lijn U6 zijn naam aan tramlijn 6, die van 1962-1965 een deel van het huidige tracé bereed, en lijn U8 aan tramlijn 8. Beide lijnen doorkruiste de stad van noord naar zuid. Om lacunes te voorkomen werd hier echter in 1988 van afgeweken met de hernummering van de U8 naar U2 en de als U9 geplande lijn (vervanging tram 9, 19 en 29) naar U4.

## Huidige lijnen
Het huidige netwerk bestaat uit zes lijnen en twee versterkingslijnen die 96 stations bedienen (100 stations indien vier knooppunten met perrons op verschillende niveaus dubbel geteld worden) middels een spoornetwerk in normaalspoor met 103,1 km lengte. De gemiddelde snelheid op het net is 35,6 km/h.
Alle lijnen rijden volledig ondergronds in tunnels behalve de U5 die kort voor het zuidelijke uiteinde van de lijn in Neuperlach Süd aan de oppervlakte komt en de U6 in het noordelijke stadsdeel tussen Studentenstadt en Garching-Hochbrück en op een kort stuk tussen Garching en Garching-Forschungszentrum.
- U7 volgt het grootste deel van het noordelijk traject van U1 tot ten zuiden van het stadscentrum, een deel van het zuidoostelijk traject van U2, en vanaf Innsbrucker Ring het zuidelijk traject van U5.
- U8 is een ontdubbeling van het noordelijk traject van U3 die na de kruising met U2 in station Scheidplatz tot in het stadscentrum het traject van U2 volgt. U8 eindigt in het stadscentrum bij de halte Sendlinger Tor.

| Lijn | Route | Lengte    | Aantal stations | Gemiddelde halteafstand               |
| ---- | --- | --------- | --------------- | ------------------------------------- |
| U1   | Olympia-Einkaufszentrum – Westfriedhof – Hauptbahnhof – Sendlinger Tor – Kolumbusplatz – Mangfallplatz | 12,185 km | 15              | 870 m                                 |
| U2   | Feldmoching – Harthof – Scheidplatz – Hauptbahnhof – Sendlinger Tor – Kolumbusplatz – Giesing – Innsbrucker Ring – Trudering – Messestadt Ost                                                             | 24,377 km | 27              | 938 m                                 |
| U3   | Moosach – Olympia-Einkaufszentrum – Olympiazentrum – Scheidplatz – Münchner Freiheit – Odeonsplatz – Marienplatz – Sendlinger Tor – Implerstraße – Obersendling – Fürstenried West                        | 21,4 km   | 25              | 800 m                                 |
| U4   | Westendstraße – Heimeranplatz – Theresienwiese – Hauptbahnhof – Karlsplatz (Stachus) – Odeonsplatz – Max-Weber-Platz – Arabellapark                                                                       | 9,245 km  | 13              | 770 m                                 |
| U5   | Laimer Platz – Westendstraße – Heimeranplatz – Theresienwiese – Hauptbahnhof – Karlsplatz (Stachus) – Odeonsplatz – Max-Weber-Platz – Ostbahnhof – Innsbrucker Ring – Neuperlach Zentrum – Neuperlach Süd | 15,435 km | 18              | 908 m                                 |
| U6   | Garching-Forschungszentrum – Fröttmaning – Münchner Freiheit – Odeonsplatz – Marienplatz – Sendlinger Tor – Implerstraße – Harras – Klinikum Großhadern                                                   | 27,416 km | 26              | 1097 m (860 m binnen de stad München) |

## Materieel

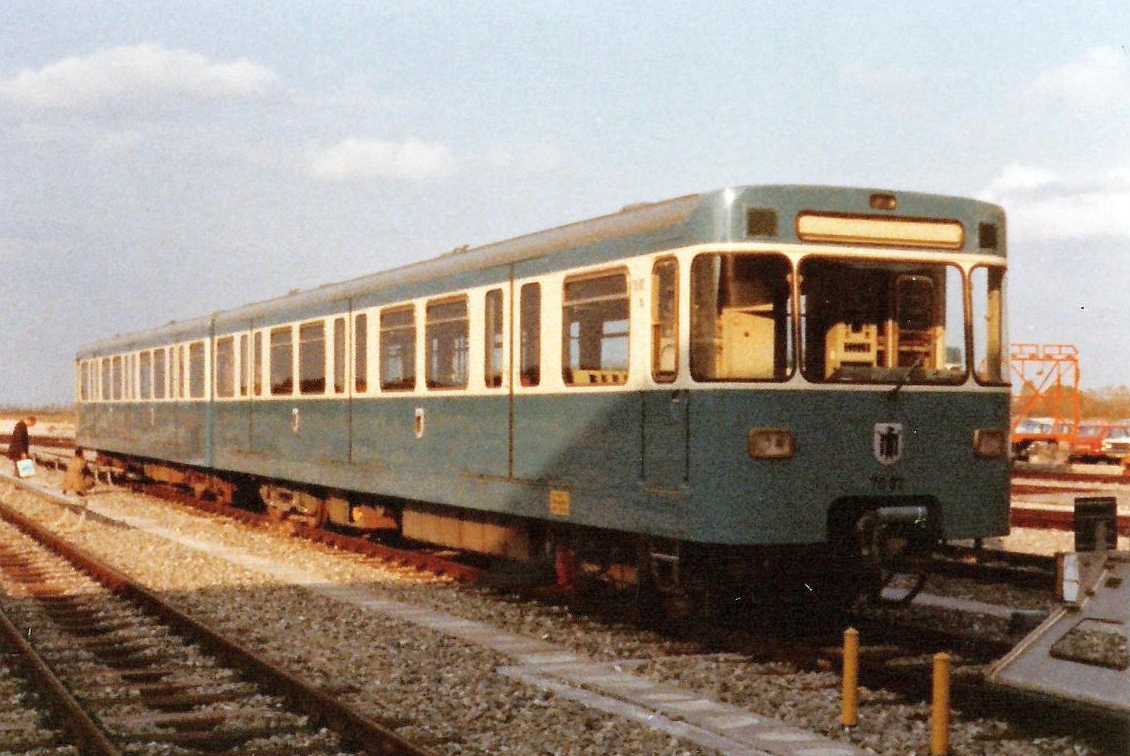
metrostel in 1971

Van de 572 metrorijtuigen doen nog steeds een aantal exemplaren uit de oudste serie zonder doorloopmogelijkheid dienst. Naar verwachting worden deze na meer dan 50 jaar dienst in 2026 buiten dienst gesteld.